# 里斯本鎮區 (伊利諾伊州肯德爾)
里斯本鎮區（英語：Lisbon Township）是位於美國伊利諾伊州肯德爾縣的一個行政鎮區。

## 地方資料
根據2010年美國人口普查的數據，里斯本鎮區的面積為94.80平方千米，當中陸地面積為94.80平方千米，而水域面積為0.00平方千米。當地共有人口949人，而人口密度為每平方千米10.01人。